# E.H. in the U.K.
E.H. in the U.K. (subtitulado The Eddie Harris London Sessions) es un álbum de estudio del saxofonista estadounidense Eddie Harris. Fue publicado en enero de 1974 a través del sello discográfico Atlantic Records. Producido por Geoffrey Haslam, E.H. in the U.K. se grabó en los estudios Morgan, en Londres, Inglaterra, por el ingeniero de audio Roger Quested.

## Relanzamientos
En 1999, el sello discográfico Collectables reeditó el álbum por primera vez en CD junto con Is It In (1974).

## Recepción de la crítica
Un escritor no especificado de la revista Cash Box señaló que “todo el LP brilla con el estilo y el brío que ha sido una gran parte de la tradición musical de Eddie Harris”. La revista Billboard lo nombró una selección “Spotlight” y un crítico no especificado declaró: “Este es uno de esos intentos de cerrar la brecha generacional y funciona. El veterano jazzista Harris, con su bolsa de efectos electrónicos especiales saliendo de su saxofón amplificado, ha encontrado un hogar cómodo con algunos de los mejores intérpretes de ritmos del rock de Inglaterra”.

## Lista de canciones
Todas las canciones escritas y compuestas por Eddie Harris, excepto donde esta anotado. 
| Lado uno |                         |          |  |
| N.º      | Título                  | Duración |  |
| 1.       | «Baby»                  | 6:45     |  |
| 2.       | «Wait a Little Longer»  | 4:12     |  |
| 3.       | «He's an Island Man»    | 2:25     |  |
| 4.       | «I've Tried Everything» | 8:13     |  |

| Lado dos |                                           |          |  |
| N.º      | Título                                    | Duración |  |
| 1.       | «I Waited for You» (Charles Stepney)      | 5:48     |  |
| 2.       | «Conversations of Everything and Nothing» | 15:54    |  |

## Créditos y personal
Créditos adaptados desde las notas de álbum de E.H. in the U.K.
| Lado uno 1. «Baby» - Eddie Harris – saxofón, trompeta, voces - Albert Lee – guitarra, solo de guitarra - Neil Hubbard – guitarra - Zoot Money – piano eléctrico - Raymond Burrell – bajo eléctrico - Alan White – batería 2. «Wait a Little Longer» - Eddie Harris – saxofón - Albert Lee – guitarra - Neil Hubbard – guitarra - Zoot Money – piano eléctrico - Raymond Burrell – bajo eléctrico - Alan White – batería 3. «He's an Island Man» - Eddie Harris – saxofón - Albert Lee – guitarra - Jeff Beck – guitarra - Stevie Winwood – piano eléctrico - Raymond Burrell – bajo eléctrico - Ian Paice – batería - Lofty Amao – conga 4. «I've Tried Everything» - Eddie Harris – saxofón - Albert Lee – guitarra, segundo solo de guitarra - Jeff Beck – guitarra, primer solo de guitarra - Stevie Winwood – piano eléctrico - Rick Grech – bajo eléctrico - Ian Paice – batería - Lofty Amao – conga | Lado dos 1. «I Waited for You» - Eddie Harris – saxofón - Albert Lee – guitarra - Stevie Winwood – piano eléctrico - Chris Squire – bajo eléctrico - Alan White – batería - Tony Kaye – sintetizador Moog 2. «Conversations of Everything and Nothing» - Eddie Harris – saxofón, trompeta, piano acústico - Albert Lee – guitarra - Stevie Winwood – piano eléctrico - Chris Squire – bajo eléctrico - Alan White – batería - Tony Kay – sintetizador Moog |

Personal técnico
- Geoffrey Haslam – productor, mezclas
- Nesuhi Ertegun – productor ejecutivo
- Roger Quested – ingeniero de audio, mezclas
- Bob Defrin – director artístico

## Posicionamiento
| Gráfica (1974)                            | Pico de posición |
| ----------------------------------------- | ---------------- |
| Estados Unidos (Billboard Top LPs & Tape) | 150              |
| Estados Unidos (Billboard Jazz LPs)       | 18               |